# M62
M62 (NGC 6266) е кълбовиден звезден куп, разположен по посока на съзвездието Змиеносец. Открит е от Шарл Месие през 1771. Намира се на 22 500 св.г. от Земята, а линейният му диаметър е около 100 св.г..
В купа са открити над 200 променливи звезди, предимно от тип RR Lyrae, както и неколцина сини бегълци (масивни звезди, напускащи купа). Купът съдържа множество рентгенови източници, за които се предполага, че са пулсари в тесни двойни системи.